# Bacillemma leclerci
Bacillemma leclerci is een spinnensoort in de taxonomische indeling van de Tetrablemmidae.
Het dier behoort tot het geslacht Bacillemma. De wetenschappelijke naam van de soort werd voor het eerst geldig gepubliceerd in 1993 door Deeleman-Reinhold.